# سیارک ۱۰۹۴۹
سیارک ۱۰۹۴۹ (به انگلیسی: 10949 Konigstuhl، نامگذاری:3066P-L) ده هزار و نهصد و چهل و نهمین سیارک کشف شده‌است که در ۲۵ سپتامبر ۱۹۶۰ کشف شد.